# Lithostege infuscata
Lithostege infuscata är en fjärilsart som beskrevs av Evans 1837. Lithostege infuscata ingår i släktet Lithostege och familjen mätare. Inga underarter finns listade i Catalogue of Life.